# Sebkha de Kerzzaz

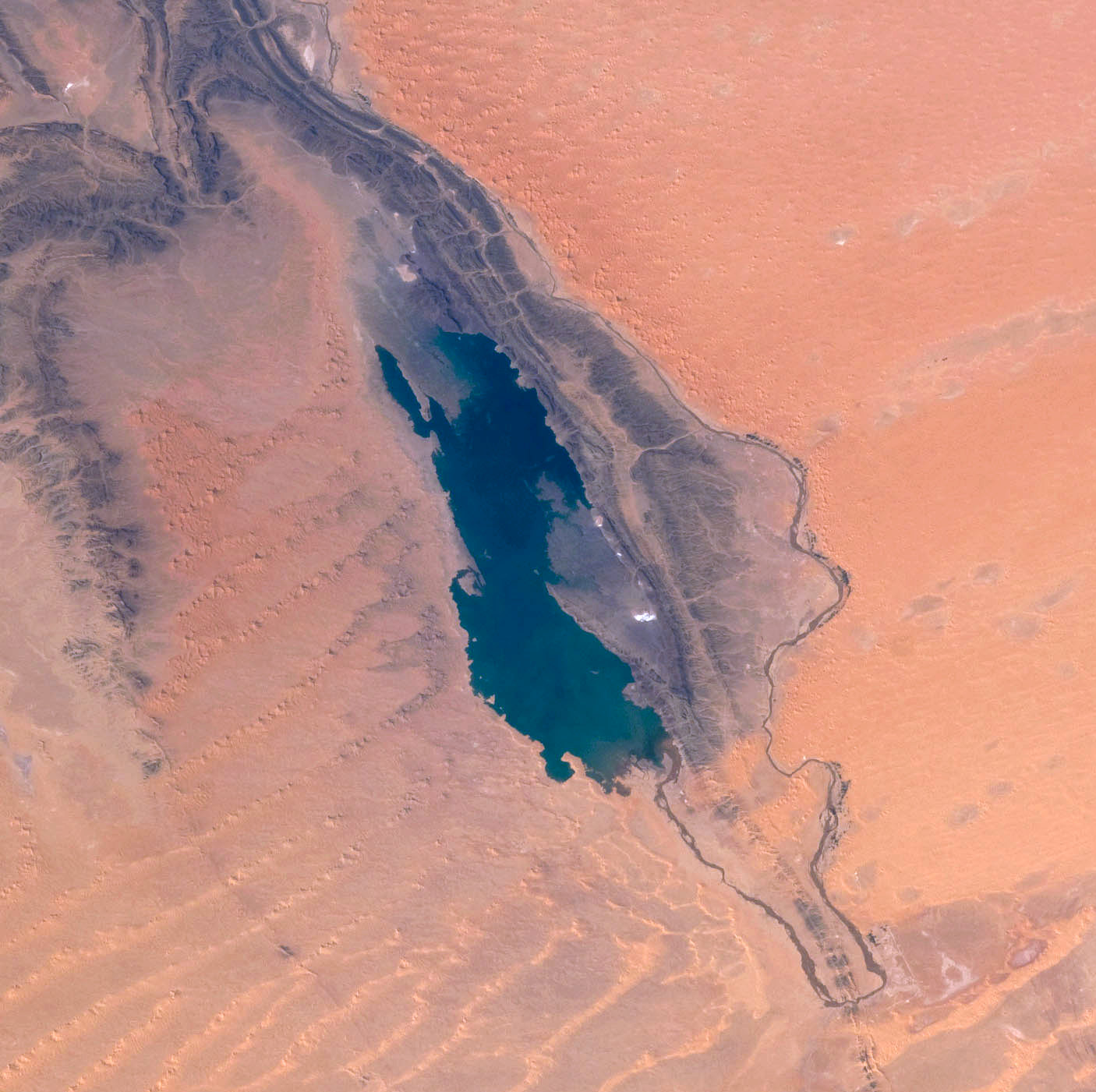
Vue de Sebkha el Melah prise durant l' expedition ISS 18.

La Sebkha de Kerzaz, Sebkha el-Melah ou Nechiha (en arabe النشيحة), est une vaste plaine saline ou sebkha, vestige d'un lac d'eau de oued asséché, située au sud-ouest de l'Algérie, 120 km au sud-ouest de Béni-Abbés et à proximité de Kerzaz.
. L'Oued Saoura termine son cours dans cette sebkha.